# Achim Petry
Achim Petry, né Achim Remling le 24 août 1974 à Bonn, est un chanteur allemand.

## Biographie
Achim Petry est le fils du chanteur Wolfgang Petry. Il travaille d'abord dans l'événementiel. Puis, en 1999, au sein du boys band Trademark, il fait la première partie de la dernière tournée des grands stades de son père.
En 2007, il entame une carrière solo et une première tournée intitulée Der Wahnsinn geht weiter, reprenant les plus grands succès de son père. Le 18 janvier 2008, sort Dschungel Wahnsinn, générique de la troisième saison de Ich bin ein Star – Holt mich hier raus!, version allemande de I'm a Celebrity… Get Me Out of Here!, qui est une reprise de Wahnsinn.

## Discographie
Singles
- 2007 : Keiner liebt dich …
- 2008 : Dschungel Wahnsinn (feat. Dschungel Allstars)
- 2008 : Das wird 'ne lange Nacht
- 2008 : Wie ein Komet (Promo)
- 2009 : Maria Maria
- 2013 : Deine Liebe ist der Wahnsinn
- 2013 : Rosalie
- 2014 : Rettungsboot (feat. Wolfgang Petry)
- 2015 : Tinte (Wo willst du hin?)

Albums
- 2007 : So wie ich!
- 2008 : So wie ich! (Special Edition)
- 2013 : Mein Weg
- 2014 : Mittendrin